# Metro de Estocolmo

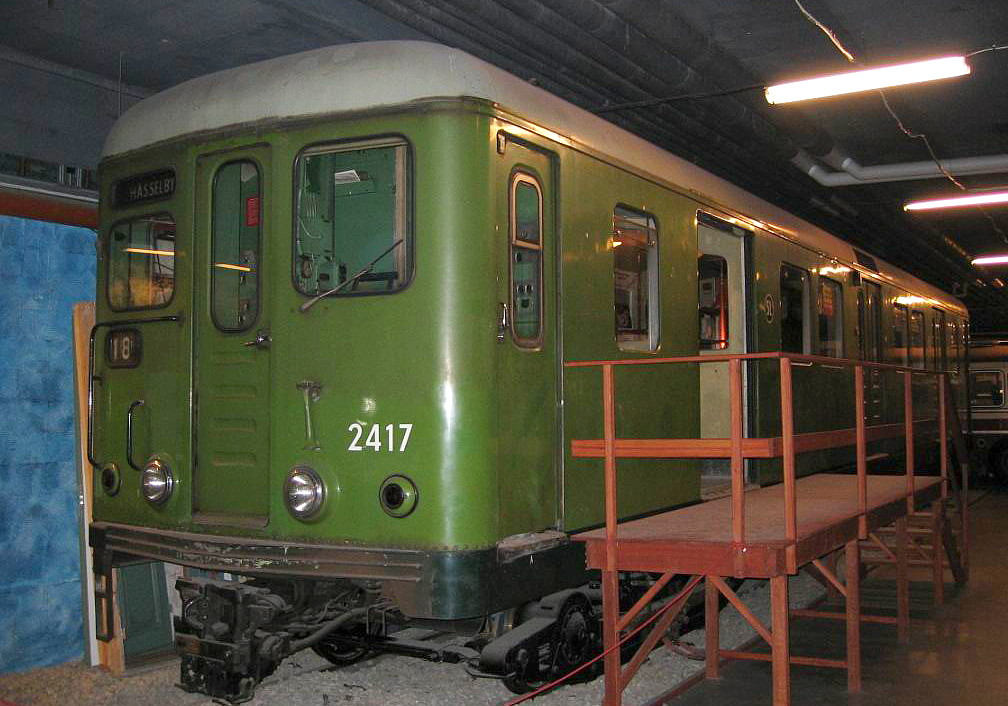
Modelo C2 (1949 - 1961, actualmente fuera de servicio).

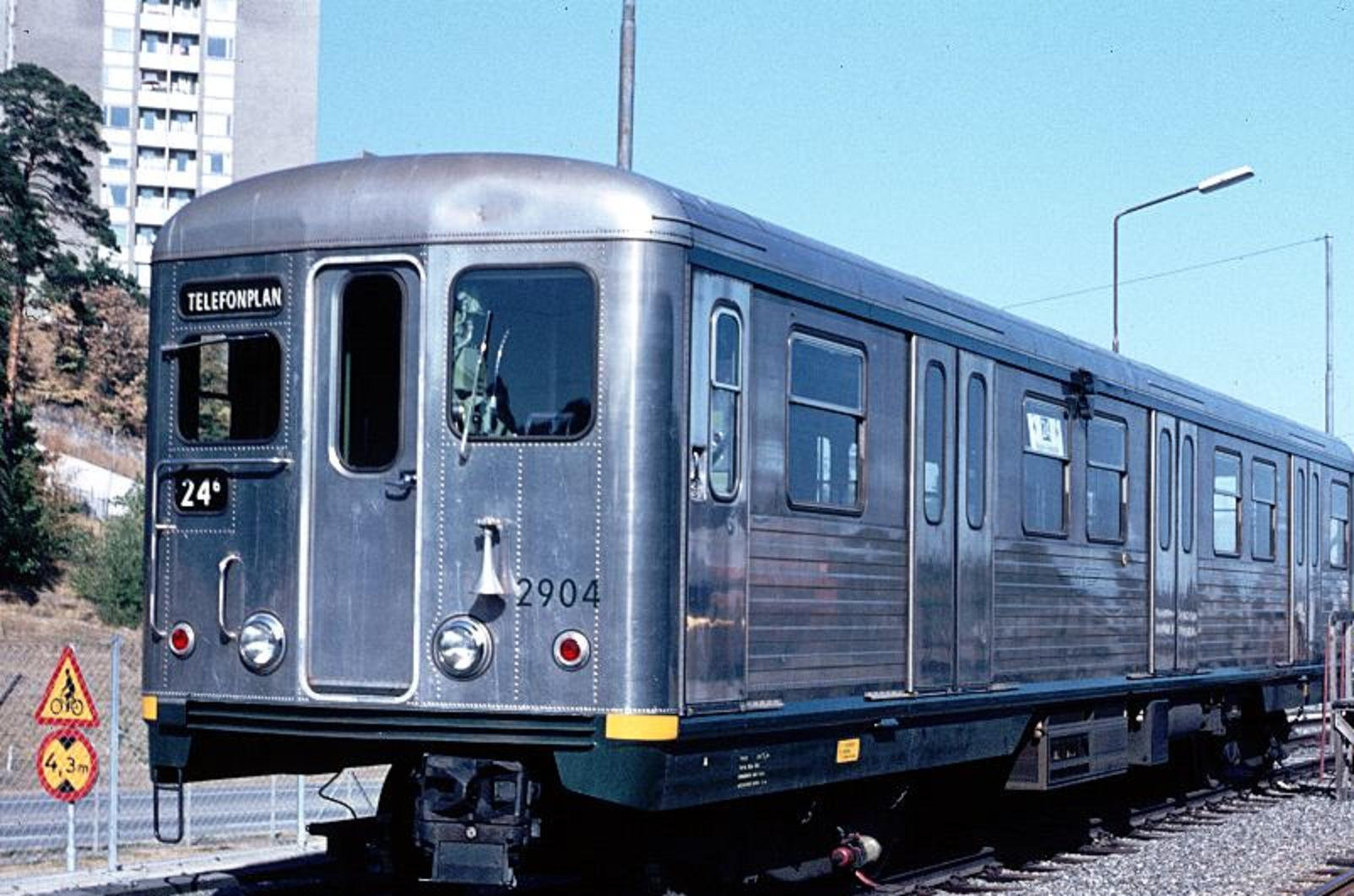
Modelo C5 conocido como "Silverpilen" (1963 - 1965, actualmente fuera de servicio).

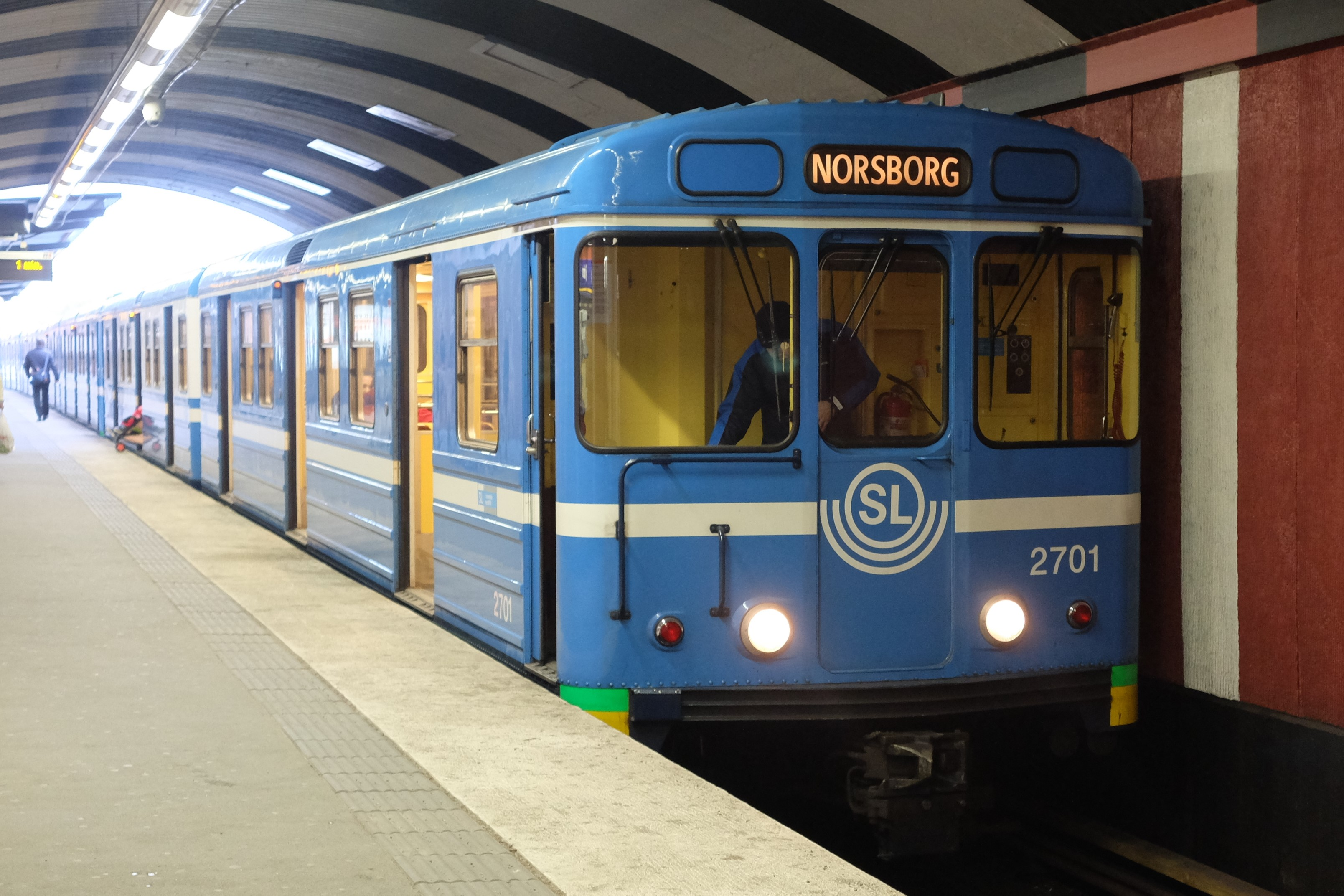
Modelo C6 (1970-1974).

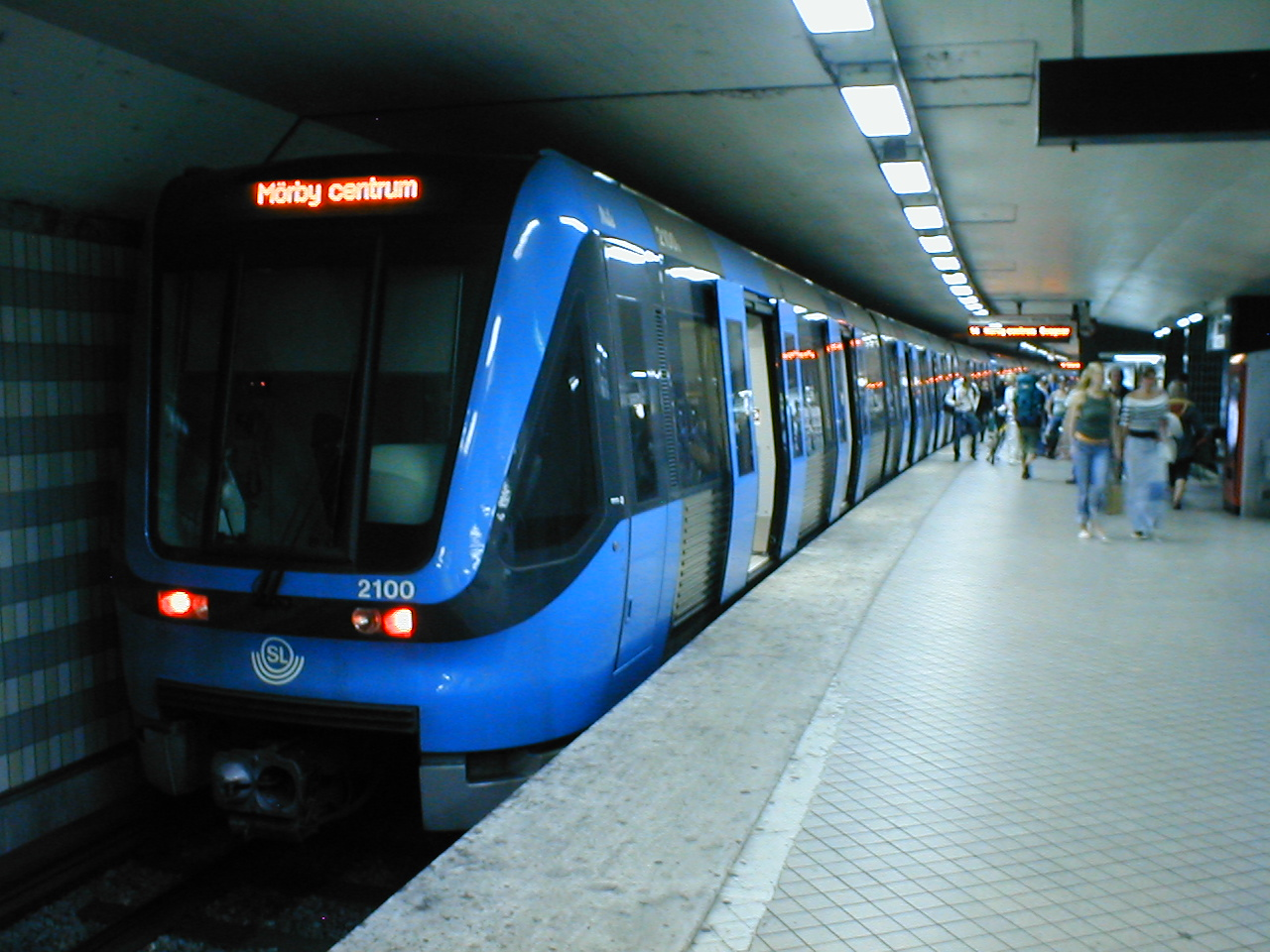
Modelo C20 (1997-presente).

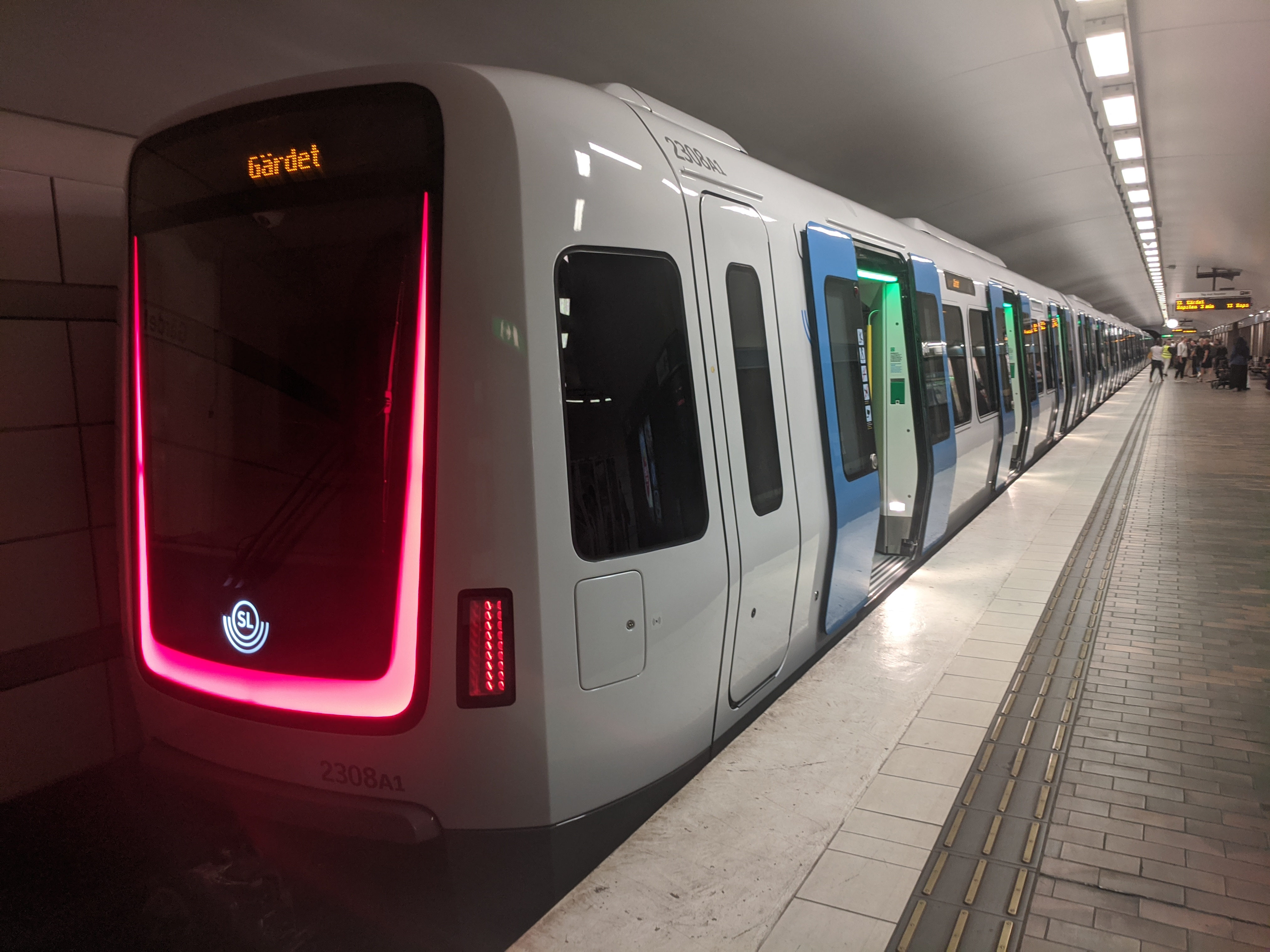
Modelo C30 (2020-presente).

El Metro de Estocolmo (o Stockholms tunnelbana que literalmente significa Vía subterránea de Estocolmo en sueco) es el sistema subterráneo que da servicio a la ciudad de Estocolmo capital de Suecia y a su área metropolitana. Actualmente, es el único sistema de metro en Suecia y tiene una longitud de aproximadamente 110 km comprendido en 3 grupos: grupo azul, grupo rojo y grupo verde y cada grupo a su vez dividido por líneas. Tiene 100 estaciones de las cuales 47 son subterráneas y 53 de superficie.

## Historia
La primera línea del metro de Estocolmo se abre en 1950, desde  Slussen (centro de Estocolmo) a Hökarängen (al sur de Estocolmo). En aquel entonces el material rodante del metro eran tranvías. En los años siguientes se abrieron 2 líneas más desde Slussen. Se creó una segunda línea desde Hötorget hacia el este y ya para 1957 las 2 partes fueron conectadas por la estación central y Gamla stan (casco histórico de Estocolmo) formando así el grupo verde. A continuación el grupo rojo compuesto por 2 líneas que discurría desde el noreste hasta el sudoeste pasando por el centro fue abierta en el año 1964. Por último el grupo azul compuesto por otras 2 líneas fue abierto en 1975 desde el noroeste hasta el centro de la ciudad. La última ampliación fue en 1994 cuando se abrió la estación de Skarpnäck (T17, grupo verde).

## Material rodante

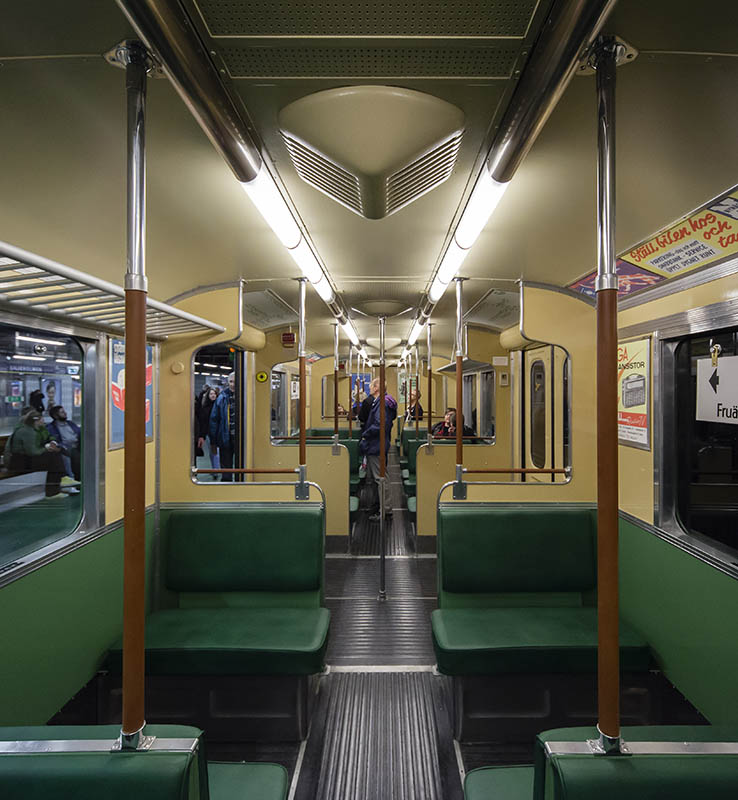
Antiguo vagon del metro tipo C2

El material rodante del Metro de Estocolmo es alimentado por energía eléctrica de corriente continua mediante un tercer riel. Si bien los trenes más antiguos, de C1 a C15 (actualmente solo siguen en servicio los C6 y C15) fueron fabricados por las ya extintas empresas suecas ASEA, ASJ y Hägglunds. Los trenes más nuevos (C20 y el más reciente C30) fueron o están siendo fabricados por Bombardier. Inicialmente el color de los convoyes era verde, pasando luego a ser verde y gris. Silverpilen era complétamente plateado y a partir del modelo C6 los trenes pasaron a adoptar un esquema de colores azul con franjas blancas. El C20 adoptó un esquema azul, negro y plata. Mientras que los C30, que entraron en servicio durante el verano del 2020, lucen colores blancos con puertas azules.

## Los grupos y líneas
El metro de Estocolmo se compone por 3 grupos y por siete líneas: T10, T11 (Azul), T13, T14, (Rojo), T17, T18 y T19 (Verde)
| Línea | Desde - Hasta              | Duración del Trayecto | Longitud De línea | Estaciones |
| ----- | -------------------------- | --------------------- | ----------------- | ---------- |
| T10   | Kungsträdgården – Hjulsta  | 23 min                | 15,1 km (9,4 mi)  | 14         |
| T11   | Kungsträdgården – Akalla   | 22 min                | 15,6 km (9,7 mi)  | 12         |
| T13   | Norsborg – Ropsten         | 44 min                | 26,6 km (16,5 mi) | 25         |
| T14   | Fruängen – Mörby centrum   | 33 min                | 19,5 km (12,1 mi) | 19         |
| T17   | Åkeshov – Skarpnäck        | 43 min                | 19,6 km (12,2 mi) | 24         |
| T18   | Alvik – Farsta strand      | 37 min                | 18,4 km (11,4 mi) | 23         |
| T19   | Hässelby strand – Hagsätra | 55 min                | 28,6 km (17,8 mi) | 35         |
| TOTAL | TOTAL                      | TOTAL                 | 108 km (67,1 mi)  | 100        |

## Curiosidades
- Se dice que el metro de Estocolmo es un museo de exposición constante por la cantidad de estaciones decoradas y a su vez uno de los más bonitos de Europa como el Metro de Moscú o el Metro de Lisboa.

- La estación de T-Centralen es la única estación que unifica todas las líneas del metro.

- El horario del metro es de 5:00h a 1:00h (3:00h fin de semanas).
- La frecuencia de trenes es de 10 minutos durante la mañana, que se reduce a 15 por la tarde y 30 minutos durante la noche. Además el metro de Estocolmo añade trenes en horas puntas dando una frecuencia de entre 5 y 6 minutos en las principales estaciones.

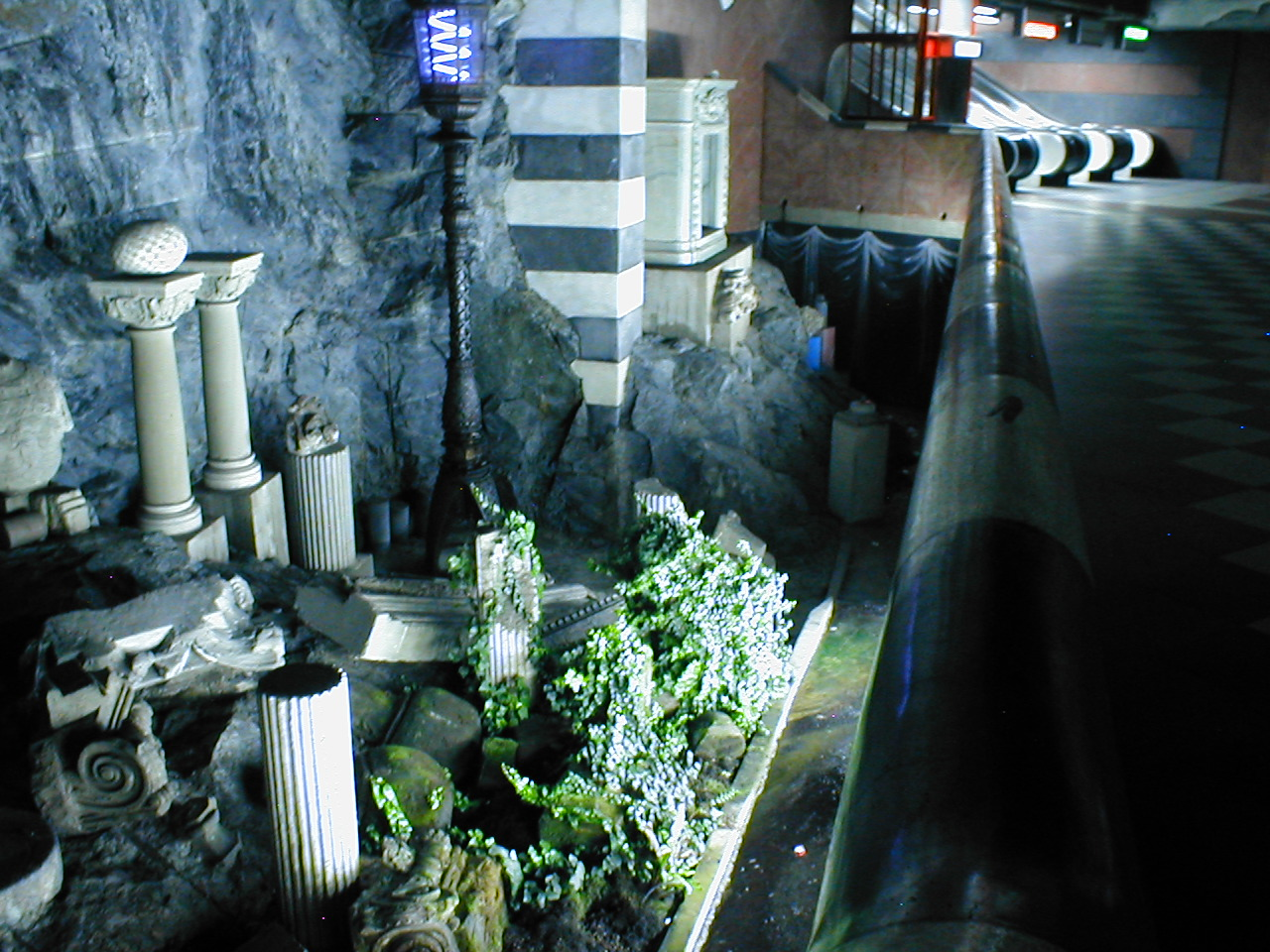
Vista de la estación de Kungsträdgården línea azul.

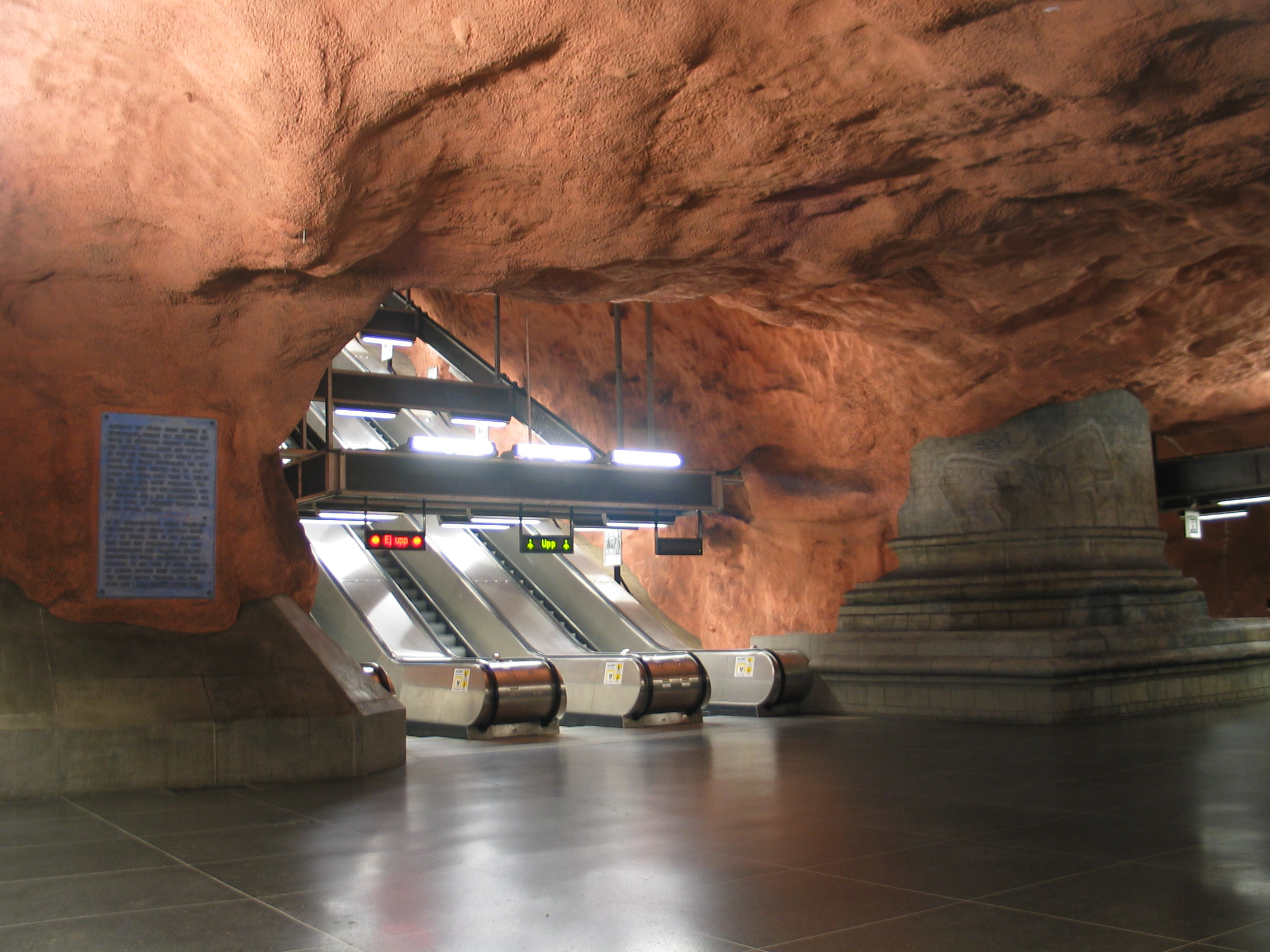
Vista de la estación de Rådhuset línea azul.